# Pink Sport Time 2014-2015
Questa voce raccoglie le informazioni riguardanti l'Associazione Sportiva Dilettantistica Pink Sport Time nelle competizioni ufficiali della stagione 2014-2015.

## Organigramma societario
Organi sociali
- Presidente: Anna Aldini
- Vice Presidente: Alessandra Signorile
- Segretario: Maria Lucia De Giglio
- Responsabile Area tecnica: Consalvo Acella

Area tecnica
- Allenatore: Isabella Cardone
- Allenatore portieri: Pasqualino Terreri
- Preparatore atletico: Pasquale Ambruosi
- Team Manager: Maria Lucia De Giglio

## Rosa
i numeri di maglia sono quelli utilizzati nella partita del 28 settembre 2014 contro il Chieti per la qualificazione agli ottavi di finale di Coppa Italia 2014-2015
| N. |                     | Ruolo | Calciatrice          |
| -- | ------------------- | ----- | -------------------- |
| 1  | Italia (bandiera)   | P     | Giuseppina Di Bari   |
| 2  | Italia (bandiera)   | D     | Debora Novellino     |
| 3  | Francia (bandiera)  | C     | Saïda Akherraze      |
| 4  | Italia (bandiera)   | C     | Carmela Anaclerio    |
| 5  | Italia (bandiera)   | D     | Ilaria Trotta        |
| 6  | Slovenia (bandiera) | D     | Ines Špelič          |
| 7  | Italia (bandiera)   | C     | Rossana Pinto        |
| 9  | Italia (bandiera)   | A     | Lucia Conte          |
| 10 | Italia (bandiera)   | C     | Lucia Ceci           |
| 11 | Italia (bandiera)   | A     | Marina Rogazione (C) |
| 12 | Italia (bandiera)   | P     | Marigrazia Laforgia  |
| 13 | Italia (bandiera)   | D     | Alessia Maffei       |

| N. |                        | Ruolo | Calciatrice        |
| -- | ---------------------- | ----- | ------------------ |
| 14 | Italia (bandiera)      | C     | Lucia Strisciuglio |
| 15 | Italia (bandiera)      | D     | Doriana De Palo    |
| 16 | Italia (bandiera)      | C     | Veronica Cangiano  |
| 17 | Italia (bandiera)      | A     | Giulia Olivieri    |
| 18 | Italia (bandiera)      | A     | Maddalena Paolillo |
|    | Italia (bandiera)      | D     | Gaia Dell'Ernia    |
|    | Italia (bandiera)      | C     | Laura Libutti      |
|    | Stati Uniti (bandiera) | D     | Courtney Moore     |
|    | Scozia (bandiera)      | A     | Lana Clelland      |
|    | Italia (bandiera)      | A     | Donatella Lepore   |
|    | Stati Uniti (bandiera) | A     | Aricca Vitanza     |

## Calciomercato
| Acquisti | Acquisti        | Acquisti               | Acquisti   |
| R.       | Nome            | da                     | Modalità   |
| -------- | --------------- | ---------------------- | ---------- |
| A        | Lana Clelland   | Spartans               | svincolata |
| D        | Saïda Akherraze | Saint-Étienne          | definitivo |
| D        | Courtney Moore  | AC Seattle             | prestito   |
| C        | Laura Libutti   | Graphistudio Pordenone | svincolata |
| A        | Aricca Vitanza  |                        | svincolata |

| Cessioni | Cessioni    | Cessioni | Cessioni   |
| R.       | Nome        | a        | Modalità   |
| -------- | ----------- | -------- | ---------- |
| A        | Kaja Jerina |          | svincolata |

## Risultati

### Serie A

#### Girone di andata
| Arbitro: | Ilaria Bianchini (Terni) |

|                                           |           |  |
| Coluccini 4’, 46’ Nagni 21’ Simonetti 76’ | Marcatori |  |

| Arbitro: | Dell'erario |

|              |           |                            |
| Olivieri 35’ | Marcatori | 1’ Nocchi 13’ Vicchiarello |

| Arbitro: | Ponso |

|                                     |           |  |
| Baldini 23’ Pugnali 56’ Pastore 60’ | Marcatori |  |

| Arbitro: | Davide Calvarese (Termoli) |

|          |           |  |
| Ceci 22’ | Marcatori |  |

| Arbitro: | Filippo Prior (Ivrea) |

|                                                             |           |  |
| Tarenzi 4’, 58’, 71’ Rosucci 12’, 60’ Girelli 35’, 47’, 86’ | Marcatori |  |

| Arbitro: | Roca |

|                    |           |             |
| Anaclerio 20’, 49’ | Marcatori | 77’ Papaleo |

| Arbitro: | Meloni |

|                              |           |  |
| Špelič 13’ (aut.) Maglia 43’ | Marcatori |  |

| Arbitro: | Carrione |

|                                |           |                                                           |
| Strisciuglio 52’ Rogazione 79’ | Marcatori | 33’ (rig.) Coffetti 86’ (aut.) Špelič 91’ (rig.) Massussi |

| Arbitro: | Monda |

|               |           |                              |
| Anaclerio 91’ | Marcatori | 17’, 47’ Panico 65’ Gelmetti |

| Arbitro: | Giulio Bonaldo (Conegliano) |

|                                   |           |  |
| Jerina 19’ (aut.) Del Stabile 71’ | Marcatori |  |

| Bitetto 10 gennaio 2015 11ª giornata | Pink Sport Time | 0 – 0 | San Zaccaria | Campo Comunale Sportivo\| Arbitro: \| Lopriore \| |
| Arbitro:                             | Lopriore        |       |              |                                                   |

| Arbitro: | Ludwig Raus (Brescia) |

|                      |           |              |
| Cama 60’ Cortesi 73’ | Marcatori | 80’ Clelland |

| Bitetto 24 gennaio 2015 13ª giornata | Pink Sport Time | 0 – 0 referto | Mozzanica | Campo Comunale Sportivo\| Arbitro: \| Contini \| |
| Arbitro:                             | Contini         |               |           |                                                  |

#### Girone di ritorno
| Arbitro: | Marco Leonardo Pavone (Bernalda) |

|              |           |  |
| Clelland 31’ | Marcatori |  |

| Arbitro: | Dell'erario |

|                                        |           |              |
| Salvatori Rinaldi 21’ Vicchiarello 37’ | Marcatori | 32’ Clelland |

| Arbitro: | Roca |

|                                  |           |              |
| Clelland 29’, 32’, 52’ Conte 48’ | Marcatori | 73’ Petralia |

| Arbitro: | Marco Bozzo (San Donà di Piave) |

|          |           |  |
| Lotto 6’ | Marcatori |  |

| Arbitro: | Petracca |

|  |           |                                       |
|  | Marcatori | 17’ Tarenzi 23’ Sabatino 84’ Bonansea |

| Arbitro: | Loffredo |

|                 |           |  |
| Moore 2’ (aut.) | Marcatori |  |

| Arbitro: | Pavone |

|               |           |                          |
| Anaclerio 85’ | Marcatori | 53’ Marchese 56’ Bartoli |

| Arbitro: | Riccardo Dell'Oca (Como) |

|            |           |               |
| Picchi 28’ | Marcatori | 60’ Anaclerio |

| Arbitro: | Biffi |

|                                                                    |           |              |
| Gabbiadini 28’, 70’ Gelmetti 30’, 87’ Carissimi 40’, 77’ Sipos 78’ | Marcatori | 62’ Clelland |

| Arbitro: | Piacenza |

|                               |           |                                |
| Conte 79’ Clelland 81’ (rig.) | Marcatori | 17’, 64’ Brumana 74’ Camporese |

| Arbitro: | Covili Faggioli |

|                                                                         |           |                     |
| Filippozzi 15’ Piemonte 49’ Cimatti 53’ (rig.) Principi 81’ Longato 83’ | Marcatori | 26’ (rig.) Clelland |

| Arbitro: | Cosimo Contini (Matera) |

|              |           |               |
| Clelland 87’ | Marcatori | 27’, 41’ Cama |

| Arbitro: | Caldera |

|                               |           |  |
| Giacinti 53’, 55’ (rig.), 67’ | Marcatori |  |

### Coppa Italia

#### Turno preliminare
Triangolare M
| Trani 7 settembre 2014, ore 15:30 CET 1ª giornata | Apulia Trani | 0 – 5 referto | Pink Sport Time | Stadio Comunale |

| Arbitro: | Pavone (Bernalda) |

|                                                     |           |  |
| Jerina 9’ Paolillo 73’, 91’ Rogazione 35’ Pinto 41’ | Marcatori |  |

#### Sedicesimi di finale
| Arbitro: | Balbi (Avellino) |

|                       |           |  |
| Ceci 10’ Paolillo 85’ | Marcatori |  |

#### Ottavi di finale
| Arbitro: | Centi (Viterbo) |

|               |           |  |
| Simonetti 83’ | Marcatori |  |

## Statistiche
Statistiche aggiornate al 9 maggio 2015.

### Statistiche di squadra
| Competizione | Punti | In casa | In casa | In casa | In casa | In casa | In casa | In trasferta | In trasferta | In trasferta | In trasferta | In trasferta | In trasferta | Totale | Totale | Totale | Totale | Totale | Totale | DR  |
| Competizione | Punti | G       | V       | N       | P       | Gf      | Gs      | G            | V            | N            | P            | Gf           | Gs           | G      | V      | N      | P      | Gf     | Gs     | DR  |
| ------------ | ----- | ------- | ------- | ------- | ------- | ------- | ------- | ------------ | ------------ | ------------ | ------------ | ------------ | ------------ | ------ | ------ | ------ | ------ | ------ | ------ | --- |
| Serie A      | 12    | 13      | 4       | 2       | 7       | 16      | 20      | 13           | 0            | 1            | 12           | 5            | 41           | 26     | 4      | 3      | 19     | 21     | 61     | -40 |
| Coppa Italia | -     | 2       | 2       | 0       | 0       | 7       | 0       | 2            | 1            | 0            | 1            | 5            | 1            | 4      | 3      | 0      | 1      | 12     | 1      | +11 |
| Totale       | -     | 15      | 6       | 2       | 7       | 23      | 20      | 15           | 1            | 1            | 13           | 10           | 42           | 30     | 7      | 3      | 20     | 33     | 62     |     |

### Andamento in campionato
| Giornata  | 1  | 2  | 3  | 4  | 5  | 6  | 7  | 8  | 9  | 10 | 11 | 12 | 13 | 14 | 15 | 16 | 17 | 18 | 19 | 20 | 21 | 22 | 23 | 24 | 25 | 26 |
| --------- | -- | -- | -- | -- | -- | -- | -- | -- | -- | -- | -- | -- | -- | -- | -- | -- | -- | -- | -- | -- | -- | -- | -- | -- | -- | -- |
| Luogo     | T  | C  | T  | C  | T  | C  | T  | C  | C  | T  | C  | T  | C  | C  | T  | C  | T  | C  | T  | C  | T  | T  | C  | T  | C  | T  |
| Risultato | P  | P  | P  | V  | P  | V  | P  | P  | P  | P  | N  | P  | N  | V  | P  | V  | P  | P  | P  | P  | N  | P  | P  | P  | P  | P  |
| Posizione | 13 | 11 | 12 | 11 | 11 | 10 | 10 | 10 | 10 | 11 | 11 | 11 | 11 | 11 | 10 | 11 | 11 | 11 | 11 | 11 | 11 | 11 | 12 | 12 | 12 | 12 |

Legenda:

Luogo: C = Casa; T = Trasferta. Risultato: V = Vittoria; N = Pareggio; P = Sconfitta.

### Statistiche delle giocatrici
| Giocatore       | Serie A  | Serie A | Serie A     | Serie A    | Coppa Italia | Coppa Italia | Coppa Italia | Coppa Italia | Totale   | Totale | Totale      | Totale     |
| Giocatore       | Presenze | Reti    | Ammonizioni | Espulsioni | Presenze     | Reti         | Ammonizioni  | Espulsioni   | Presenze | Reti   | Ammonizioni | Espulsioni |
| --------------- | -------- | ------- | ----------- | ---------- | ------------ | ------------ | ------------ | ------------ | -------- | ------ | ----------- | ---------- |
| S. Akherraze    | 25       | 0       | 2           | 0          | 4            | -            | -            | -            | 29       | 0      | 2           | 0          |
| C. Anaclerio    | 23       | 5       | 2           | 0          | 2            | -            | -            | -            | 25       | 5      | 2           | 0          |
| V. Cangiano     | 5        | 0       | -           | 0          | ?            | ?            | ?            | ?            | 5+       | 0+     | 0+          | 0+         |
| L. Ceci         | 25       | 1       | 3           | 0          | ?            | ?            | ?            | ?            | 25+      | 1+     | 3+          | 0+         |
| L. Clelland     | 16       | 10      | 1           | 0          | 1            | -            | -            | -            | 17       | 10     | 1           | 0          |
| L. Conte        | 18       | 2       | 1           | 0          | ?            | ?            | ?            | ?            | 18+      | 2+     | 1+          | 0+         |
| M.G. De Caro    | 0        | -       | -           | 0          | ?            | ?            | ?            | ?            | 0+       | 0+     | 0+          | 0+         |
| D. De Palo      | 14       | 0       | 4           | 0          | ?            | ?            | ?            | ?            | 14+      | 0+     | 4+          | 0+         |
| G. Dell'Ernia   | 11       | 0       | 1           | 0          | -            | -            | -            | -            | 11       | 0      | 1           | 0          |
| G. Di Bari      | 24       | -46     | -           | 2          | ?            | ?            | ?            | ?            | 24+      | -46+   | 0+          | 2+         |
| K. Jerina       | 9        | 0       | 1           | 0          | ?            | ?            | ?            | ?            | 9+       | 0+     | 1+          | 0+         |
| M.G. Laforgia   | 1        | -5      | -           | 0          | ?            | ?            | ?            | ?            | 1+       | -5+    | 0+          | 0+         |
| D. Lepore       | 0        | -       | -           | 0          | ?            | ?            | ?            | ?            | 0+       | 0+     | 0+          | 0+         |
| L. Libutti      | 2        | 0       | -           | 0          | -            | -            | -            | -            | 2        | 0      | -           | 0          |
| A. Maffei       | 6        | 0       | -           | 0          | ?            | ?            | ?            | ?            | 6+       | 0+     | 0+          | 0+         |
| R. Miranda      | 4        | 0       | -           | 0          | ?            | ?            | ?            | ?            | 4+       | 0+     | 0+          | 0+         |
| C. Moore        | 16       | 0       | 2           | 0          | -            | -            | -            | -            | 16       | 0      | 2           | 0          |
| D. Novellino    | 20       | 0       | 4           | 0          | ?            | ?            | ?            | ?            | 20+      | 0+     | 4+          | 0+         |
| G. Olivieri     | 14       | 1       | 1           | 0          | ?            | ?            | ?            | ?            | 14+      | 1+     | 1+          | 0+         |
| M. Paolillo     | 20       | 0       | -           | 0          | ?            | ?            | ?            | ?            | 20+      | 0+     | 0+          | 0+         |
| R. Pinto        | 17       | 0       | 3           | 0          | ?            | ?            | ?            | ?            | 17+      | 0+     | 3+          | 0+         |
| M. Rizzi        | 3        | -10     | -           | 0          | ?            | ?            | ?            | ?            | 3+       | -10+   | 0+          | 0+         |
| M. Rogazione    | 21       | 1       | 3           | 0          | ?            | ?            | ?            | ?            | 21+      | 1+     | 3+          | 0+         |
| I. Špelič       | 23       | 0       | 4           | 2          | 3            | ?            | 1            | ?            | 26       | 0+     | 5           | 2+         |
| L. Strisciuglio | 8        | 1       | 1           | 0          | ?            | ?            | ?            | ?            | 8+       | 1+     | 1+          | 0+         |
| I. Trotta       | 20       | 0       | 3           | 0          | ?            | ?            | ?            | ?            | 20+      | 0+     | 3+          | 0+         |
| A. Vitanza      | 12       | 0       | 5           | 0          | -            | -            | -            | -            | 12       | 0      | 5           | 0          |